# Grammatophyllum rumphianum
Grammatophyllum rumphianum Miq. 1869 es una especie epífita perteneciente a la familia de las orquidáceas.

## Distribución y hábitat
Se encuentra solo en Borneo y las Molucas.

## Descripción
Es una especie de orquídea de mediano tamaño que prefiere el clima caliente a fresco, es epífita con pseudobulbo.

## Taxonomía
Grammatophyllum rumphianum fue descrita por Friedrich Anton Wilhelm Miquel y publicado en Annales Musei Botanici Lugduno-Batavi 4: 219. 1869.
Etimología
Grammatophyllum: nombre genérico que deriva de las palabras griegas:   gramma = "carta"  y phyllon= "hoja", en referencia a las marcas oscuras de la flor.
Sinonimia
- Grammatophyllum fenzlianum Rchb.f.
- Grammatophyllum guilelmi-ii Kraenzl.[2][3]